# Lobet Gott in seinen Reichen, BWV 11

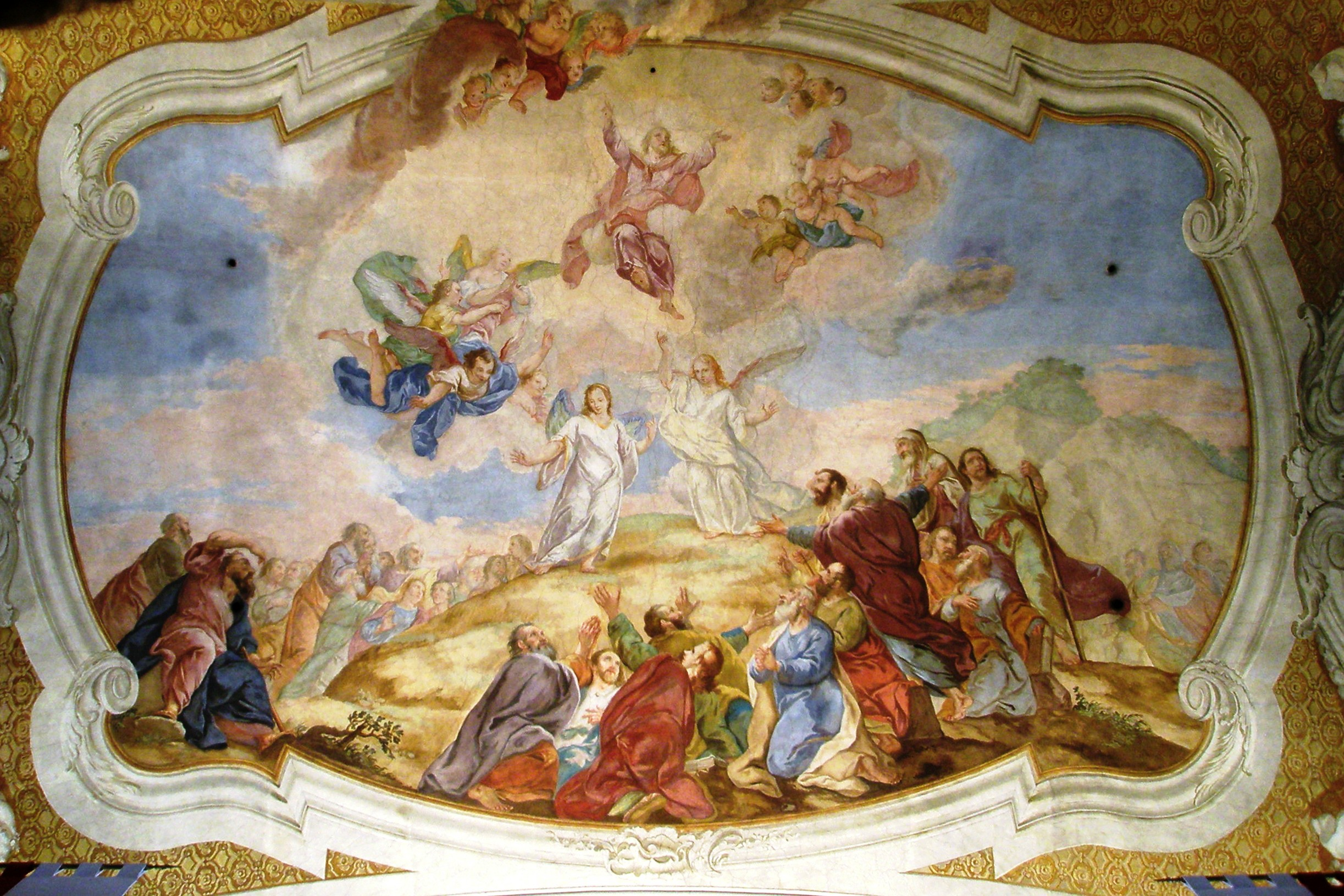
Ascensión, ocasión celebrada en esta cantata
Iglesia de la Santa Cruz en Jelenia Góra.

Lobet Gott in seinen Reichen, BWV 11 (Alabad a Dios en su reino), también conocido como Himmelfahrtsoratorium (Oratorio de la Ascensión), es un oratorio escrito por Johann Sebastian Bach, indicado por él mismo en la partitura como Oratorium In Festo Ascensionis (Oratorio para la fiesta de la Ascensión). La obra probablemente fue compuesta en 1735 para la festividad de la Ascensión y estrenada el 19 de mayo de 1735. El texto adicional a las fuentes bíblicas y corales se cree que fue escrito por Picander con el que había colaborado antes en el Oratorio de Navidad.

## Historia
En la Bach Gesellschaft Gesamtausgabe (BGA) la obra fue incluida dentro de las cantatas; de ahí su bajo número de BWV. No obstante, en el Bach Compendium aparece catalogada como «BC D 9» y se incluye junto al resto de oratorios.

## Análisis

### Texto
A diferencia de otras composiciones de Bach basadas en narraciones bíblicas, el Oratorio de la Ascensión está construido a partir de múltiples fuentes: el primer recitativo del Evangelista (movimiento 2) es de (Lucas 24:50-51), el segundo (5) de (Hechos 1:9) y (Marcos 16:19); el tercero (7) de (Hechos 1:10–11); el último (9) de (Lucas 24:52a), (Hechos 1:12) y (Lucas 24:52b). 
El texto bíblico es narrado por el tenor en el papel de Evangelista. En su tercer recitativo dos hombres son citados, debido a ello el tenor y el bajo cantan en un arioso.

### Instrumentación
La obra está escrita para cuatro solistas vocales (soprano, alto, tenor y bajo) y un coro a cuatro voces; tres trompetas, timbales, dos flauti traversi, dos oboes, dos violines, viola y bajo continuo.

### Estructura
Consta de once movimientos, organizados en dos partes destinadas a ser interpretadas antes y después del sermón:
Parte 1
1. Coro: Lobet Gott in seinen Reichen
2. Evangelista (tenor): Der Herr Jesus hub seine Hände auf
3. Recitativo (bajo): Ach, Jesu, ist dein Abschied
4. Aria (alto): Ach, bleibe doch, mein liebstes Leben
5. Evangelista: Und ward aufgehoben zusehends
6. Coral: Nun lieget alles unter dir

Parte 2
1. Evangelista (tenor & bajo): Und da sie ihm nachsahen
2. Recitativo (soprano): Ach ja! so komme bald zurück
3. Evangelista: Sie aber beteten ihn an
4. Aria (soprano): Jesu, deine Gnadenblicke
5. Coral: Wenn soll es doch geschehen

El festivo coro de apertura está basado en la cantata Froher Tag, verlangte Stunden, BWV Anh. 18. Los recitativos para bajo y contralto van acompañados por las flautas en un recitativo accompagnato. Las arias para alto y soprano están basadas en la cantata de boda Auf, süß entzückende Gewalt, escrita en 1725 sobre la letra de Johann Christoph Gottsched. Bach utilizó para el aria de contralto el modelo empleado para el Agnus Dei de su Misa en si menor. El aria de soprano es una de las pocas piezas dentro de su producción musical sin bajo continuo, con las dos flautas en unísono, el oboe y las cuerdas tocando a modo de trío, hasta que se convierte en un cuarteto con el cantante. El texto original en la cantata de boda hacia referencia a la «Unschuld» (inocencia). El primer coral que cierra la primera parte, el cuarto verso de "Du Lebensfürst, Herr Jesu Christ" de Johann Rist, es un modesto arreglo a cuatro voces. Por su parte, el coral final, el séptimo verso de "Gott fähret auf gen Himmel" de Gottfried Wilhelm Sacer está integrado en un concierto instrumental. De manera similar al coro final "Nun seid ihr wohl gerochen" del Oratorio de Navidad, BWV 248, escrito medio año antes, la melodía del coral en una tonalidad menor aparece en el contexto triunfante de una tonalidad mayor diferente.

### Froher Tag, verlangte Stunden, BWV Anh 18
Bach escribió la cantata Froher Tag, verlangte Stunden, BWV Anh 18 (Feliz día, tan esperado durante horas) para la inauguración de una renovación de la Thomasschule zu Leipzig y estrenada el 5 de junio de 1732. El texto de Johann Heinrich Winckler se conservó. Sin embargo, la música se perdió salvo el coro inicial que Bach utilizó como modelo para el Oratorio de la Ascensión.
1. Froher Tag, verlangte Stunden
2. Wir stellen uns jetzt vor
3. Väter unsrer Linden-Stadt
4. Begierd und Trieb zum Wissen
5. So lasst uns durch Reden und Mienen entdecken
6. Geist und Seele sind begierig
7. So groß ist Wohl und Glück
8. Doch man ist nicht frey und los
9. Wenn Weisheit und Verstand
10. Ewiges Wesen, das alles erschafft

## Discografía selecta
De esta pieza se han realizado una serie de grabaciones entre las que destacan las siguientes.
- 1931 – Historic Bach cantatas. Karl Straube, Thomanerchor, Gewandhausorchester, Dorothea Schröder, Hans Lißmann (Bach-Archiv Leipzig)
- 1949 – Bach: Cantatas 67 & 11, from cantata 147. Reginald Jacques, The Cantata Singers, The Jacques Orchestra, Ena Mitchell, Kathleen Ferrier, William Herbert, William Parsons (Decca Ace of Clubs)
- 1950s? – J.S. Bach: Cantata BWV 11. Marcel Couraud, Stuttgarter Bach-Chor, Badische Staatskapelle, Rösl Schwaiger, Gisela Litz, Theo Altmeyer, Franz Crass
- 1960 – Bach Made in Germany Vol. 2. Cantatas I. Kurt Thomas, Thomanerchor, Gewandhausorchester, Elisabeth Grümmer, Marga Höffgen, Hans-Joachim Rotzsch, Theo Adam (Eterna)
- 1966 – Les Grandes Cantates de J.S. Bach Vol. 2. Fritz Werner, Heinrich-Schütz-Chor Heilbronn, Pforzheim Chamber Orchestra, Hedy Graf, Barbara Scherler, Kurt Huber, Jakob Stämpfli (Erato)
- 1972 – J.S. Bach: Das Kantatenwerk Vol. 3. Nikolaus Harnoncourt, Wiener Sängerknaben, Chorus Viennensis, Concentus Musicus Wien, solista de Wiener Sängerknaben, Paul Esswood, Kurt Equiluz, Max van Egmond (Teldec)
- 1975 – Bach Cantatas Vol. 3. Karl Richter, Münchener Bach-Chor, Münchener Bach-Orchester, Edith Mathis, Anna Reynolds, Peter Schreier, Dietrich Fischer-Dieskau (Archiv Produktion)
- 1984 – Die Bach Kantate Vol. 7. Helmuth Rilling, Gächinger Kantorei, Württembergisches Kammerorchester Heilbronn, Costanza Cuccaro, Mechthild Georg, Adalbert Kraus, Andreas Schmidt (Hänssler)
- 1993 – J.S. Bach: Cantatas BWV 11 & 249. Gustav Leonhardt, Choir & Orchestra of the Age of Enlightenment, Monika Frimmer, Ralf Popken, Christoph Prégardien, David Wilson-Johnson (Philips)
- 1993 – J.S. Bach: Himmelfahrts-Oratorium. Philippe Herreweghe, Collegium Vocale Gent, Barbara Schlick, Catherine Patriasz, Christoph Prégardien, Peter Kooy (Harmonia Mundi France)
- 1993 – J.S. Bach: Ascension Cantatas. John Eliot Gardiner, Monteverdi Choir, English Baroque Soloists, Nancy Argenta, Michael Chance, Anthony Rolfe Johnson, Stephen Varcoe (Archiv Produktion)
- 2000 – Bach Edition Vol. 17. Vocal Works Vol. 2. Pieter Jan Leusink, Holland Boys Choir, Netherlands Bach Collegium, Marjon Strijk, Sytse Buwalda, Knut Schoch, Bas Ramselaar (Brilliant Classics)
- 2003 – J.S. Bach: Complete Cantatas Vol. 20. Ton Koopman, Amsterdam Baroque Orchestra & Choir, Sandrine Piau, Bogna Bartosz, James Gilchrist, Klaus Mertens (Antoine Marchand)
- 2004 – J.S. Bach: Easter Oratorio, Ascension Oratorio. Masaaki Suzuki, Bach Collegium Japan, Yukari Nonoshita, Patrick Van Goethem, Jan Kobow, Chiyuki Urano (BIS)
- 2009 – J.S. Bach: Cantatas for the Complete Liturgical Year Vol. 10. Sigiswald Kuijken, La Petite Bande, Siri Thornhill, Petra Noskaiová, Christoph Genz, Jan van der Crabben (Accent)